# Цензор.нет
Цензор.нет — украинский новостной общественно-политический интернет-портал с популярным форумом, основанный в 2004 году. Главный редактор — Юрий Бутусов.

## История
Сайт создан в 2004 году. В 2007 году сайт вошёл в состав медиахолдинга СПУ. Главный редактор с момента основания интернет-издания и по сей день, — журналист Юрий Бутусов. Издание позиционирует себя как сайт «эмоциональных новостей». Слоганом сайта есть фраза главного редактора: «популярная политика с комментариями электората». Согласно информации о домене "censor.net" в  ICANN  доменное имя было зарегистрировано уже в 1996 году.
Сайт освещает ключевые события как на Украине, так и в мире. В период Революции достоинства зимой 2013–2014 года ежедневно сайт читали более 2 миллионов читателей, во время событий на Майдане Незалежности в Киеве, количество читателей превышало 3 млн. Средняя посуточная посещаемость сайта составляет более 500 тысяч посетителей.
Среднесуточное количество новостей в ленте — более 300.
Материалы публикуются на украинском и русском языках, часть переводится на английский.

## Оценки
Согласно Институту массовой информации портал Цензор.НЕТ вошёл в «белый список» украинских медиа в 2020 году. Этот список включает медиа, имеющие уровень качественной информации более 95 %.

## Блокировка
Министерство юстиции Российской Федерации на основании поставления Кировского районного суда г. Волгограда от 4 сентября 2015 года отнёс материалы интернет-ресурса к экстремистским.

## Посещаемость
Входит в Топ-500 информационных интернет-ресурсов Украины, занимая:
- 35 позицию по состоянию на 1 февраля 2016[источник не указан 1066 дней];
- 22 позицию по состоянию на 19 ноября 2014 года[источник не указан 1066 дней].